# Atlanti csoport (NBA)
Az Atlanti csoport az NBA-ben a Keleti főcsoportban az egyik csoport a Központi és a Délkeleti csoport mellett.
A 76ers, a Knicks, a Nets, és a Celtics már eredetileg is benne volt a hét atlanti csapatban, mielőtt egyesültek a Raptors-szal és elváltak a Heattől, a Magictől és a Wizardstól, akik az új Délkeleti csoportba mentek. A jelenlegi csoportfelosztások a 2004–05-ös szezon óta érvényesek.

## Csapatok

### Jelenlegi csapatok
- Boston Celtics (1970–)
- Brooklyn Nets (1976–)
- New York Knicks (1970–)
- Philadelphia 76ers (1970–)
- Toronto Raptors (2004–)

### Korábbi csapatok
- Buffalo Braves (1970–1978)
- Charlotte Hornets (1988–1989)
- Miami Heat (1989–2004)
- Orlando Magic (1991–2004)
- Washington Bullets/Wizards (1978–2004)

## Győztesek

### Évenként
- 1970–1971: New York Knicks
- 1971–1972: Boston Celtics
- 1972–1973: Boston Celtics
- 1973–1974: Boston Celtics
- 1974–1975: Boston Celtics
- 1975–1976: Boston Celtics
- 1976–1977: Philadelphia 76ers
- 1977–1978: Philadelphia 76ers
- 1978–1979: Washington Bullets
- 1979–1980: Boston Celtics
- 1980–1981: Boston Celtics
- 1981–1982: Boston Celtics
- 1982–1983: Philadelphia 76ers
- 1983–1984: Boston Celtics
- 1984–1985: Boston Celtics
- 1985–1986: Boston Celtics
- 1986–1987: Boston Celtics
- 1987–1988: Boston Celtics
- 1988–1989: New York Knicks
- 1989–1990: Philadelphia 76ers
- 1990–1991: Boston Celtics
- 1991–1992: Boston Celtics
- 1992–1993: New York Knicks
- 1993–1994: New York Knicks
- 1994–1995: Orlando Magic
- 1995–1996: Orlando Magic
- 1996–1997: Miami Heat
- 1997–1998: Miami Heat
- 1998–1999: Miami Heat
- 1999–2000: Miami Heat
- 2000–2001: Philadelphia 76ers
- 2001–2002: New Jersey Nets
- 2002–2003: New Jersey Nets
- 2003–2004: New Jersey Nets
- 2004–2005: Boston Celtics
- 2005–2006: New Jersey Nets
- 2006–2007: Toronto Raptors
- 2007–2008: Boston Celtics
- 2008–2009: Boston Celtics
- 2009–2010: Boston Celtics
- 2010–2011: Boston Celtics
- 2011–2012: Boston Celtics
- 2012–2013: New York Knicks
- 2013–2014: Toronto Raptors
- 2014–2015: Toronto Raptors
- 2015–2016: Toronto Raptors
- 2016–2017: Boston Celtics
- 2017–2018: Toronto Raptors
- 2018–2019: Toronto Raptors
- 2019–2020: Toronto Raptors
- 2020–2021: Philadelphia 76ers
- 2021–2022: Boston Celtics
- 2022–2023: Boston Celtics
- 2023–2024: Boston Celtics
- 2024–2025: Boston Celtics

### Csapatonként
| ^ | A csapat már nem ebben a csoportban szerepel |

| Csapat                                            | Győzelmek száma | Szezonok |
| ------------------------------------------------- | --------------- | --- |
| Boston Celtics                                    | 26              | 1971–1972, 1972–1973, 1973–1974, 1974–1975, 1975–1976, 1979–1980, 1980–1981, 1981–1982, 1983–1984, 1984–1985, 1985–1986, 1986–1987, 1987–1988, 1990–1991, 1991–1992, 2004–2005, 2007–2008, 2008–2009, 2009–2010, 2010–2011, 2011–2012, 2016–2017, 2021–2022, 2022–2023, 2023–2024, 2024–2025 |
| Toronto Raptors                                   | 7               | 2006–2007, 2013–2014, 2014–2015, 2015–2016, 2017–2018, 2018–2019, 2019–2020 |
| Philadelphia 76ers                                | 6               | 1976–1977, 1977–1978, 1982–1983, 1989–1990, 2000–2001, 2020–2021 |
| New York Knicks                                   | 5               | 1970–1971, 1988–1989, 1992–1993, 1993–1994, 2012–2013 |
| Brooklyn Nets (korábban New Jersey Nets)          | 4               | 2001–2002, 2002–2003, 2003–2004, 2005–2006 |
| Miami Heat^                                       | 4               | 1996–1997, 1997–1998, 1998–1999, 1999–2000 |
| Orlando Magic^                                    | 2               | 1994–1995, 1995–1996 |
| Washington Bullets^ (jelenleg Washington Wizards) | 1               | 1978–1979 |